# 蘭々 (AV女優)
蘭々（らんらん、1996年10月23日 - ）は、日本のタレント。元AV女優。プライムエージェンシー→GG所属。デビュー時の芸名は五十嵐星蘭。

## 略歴
2017年5月、本中の専属女優としてAVデビュー。
スカパー!アダルト放送大賞2018の新人女優賞にノミネート。
2018年8月19日、新宿MARZで開催されたマシュマロ3d+のライブ「マシュマロ☆フェスティバルvol.3」にて、NIMO、藤川菜緒、夢乃美咲と共にマシュマロ3d+の研究生「マシュマロ3d+ teamメレンゲ」のメンバーとなることが発表された。
2019年3月23日、マシュマロ3d+のメンバー（「マシュマロ☆レモン」）に昇格。
2019年11月20日、「蘭々（らんらん）」で新たにツイッターを開設。プライムエージェンシーに所属事務所を移し改名したことを報告。
2020年12月5日、AV撮影の一時休止をツイート（撮影以外の活動は継続）。のちに復帰する。
2022年12月12日週、FANZA動画フロアランキングにてさつき芽衣、高瀬りなとの共演作、『ぷにもちオッパイでご主人様をイカせまくる全裸メイドの神奉仕ハーレム』（ケイ・エム・プロデュース）が1位を記録。
2023年7月26日、マシュマロ3d+の解散を発表。
2023年7月24日週、FANZA動画フロアランキングにて、出演した『【VR】●●大学TENNISサークル合宿旅行VR ～忘れられないひと夏の乱交な YOASOBI 2O23～』（unfinished VR）が1位を記録。
同年12月26日、SNSにて現役引退を発表。AV女優業の引退であり、モデルやタレントとしてイベント出演などは継続する。

## 人物
趣味・特技は、韓国語・美容・ヨガ・音楽鑑賞・合唱。

## 作品

### アダルトDVD
- 新人*［専属］debut 一流企業の就職内定をドタキャンして、お嬢様美少女がAVデビュー （5月13日、本中）
- ゲス彼氏に強要されて、好きでもない男との寝取られ中出し映像をカメラで撮られ続けた全記録。（6月7日、本中）
- 男に弄ばれたいと願う従順女子校生 〜とびきり可愛い美少女に生中出し（6月9日、宇宙企画）
- ひたすら顔射 ひたすらシリーズ No.020（6月16日、プレステージ）
- 発掘美少女 小さなマ●コめちゃくちゃに犯したい（7月1日、ロリ専科）
- 無限種付けSP 激カワJK10連続中出し（7月14日、宇宙企画）
- 軟派即日セックス Sさん(20歳)キャバ嬢（7月14日、S級素人）※「S」名義
- 扇風機で涼むTバックのパンチラ女子に発情した俺 2（8月1日、アキノリ）
- 学園で中出ししよっ♥（8月25日、宇宙企画）
- おま●こ取扱説明書 3（9月1日、BURST）
- 「パパとママには絶対内緒だよ!」 親戚の叔父さんに秘密のエッチ動画投稿! オマ●コぴちゃぴちゃ姪っ子自画撮りオナニー（9月1日、ロリオナ）
- エロすぎる監獄美女たちが誘惑中出しSEXで脱獄した件（9月8日、BAZOOKA）
- 実録性犯罪 File.02（9月15日、MAD）
- ずーっとベロキスしながらHしよッ♥（9月22日、宇宙企画）
- 彼氏に内緒で見知らぬ男達に犯され続ける中出し女子●生（10月13日、REAL）
- ガードのユルそうなスケベ女子大生限定! 「テレビの取材で…」と声をかけ、Hな質問攻めでその気になった現役JDは友達がいるにも関わらず羞恥固定バイブでイキまくる!（10月13日、S級素人）※「せりな」名義
- エントリーが発掘! 溢れ出る変態願望を抑えきれず応募してきたド淫乱オナニー中毒娘 生まれて初めての生中出しを自ら懇願 総発射数30発 素人男性25名と孕ませ輪姦（10月19日、SODクリエイト）※「蘭」名義
- イクイク♥早漏妹と排卵日子作り生活 ACT.003（11月10日、REAL）
- W初レズ! ツンデレな先輩と甘えん坊な後輩の学校こっそりレズえっち（11月19日、レズれ!）
- 新放課後美少女回春リフレクソロジー+ Vol.006（11月24日、宇宙企画）
- 「ダメェ!オマ●コ壊れちゃう…ディルドチ●ポが気持ち良すぎて腰が止められないの!」 奥までズッポリ丸見えオナニー 4時間（12月1日、BURST）
- 美脚×ハイレグ×ストッキング眼鏡 VOL.004（12月8日、BAZOOKA）
- 同窓会で学生時代にオカズにしまくっていた同級生と再会し、まさかの子作り中出しSEX!（12月8日、BAZOOKA）
- 両親の居ない日、僕は妹と精子が枯れるまで1日中ヤリまくった。（12月22日、TMA）
- 女子●生の超敏感な乳首をイジくりまくり感度MAXで激イキSEX!（12月22日、BAZOOKA）

- 濃密な接吻と本気の性交。 VOL.002（1月5日、ONEZ）
- リアル素人縁結び企画 憧れの同僚社員とデキるかな? お節介すぎるほどお世話します!二人っきりにさせて生盗撮 4（1月10日、ホットエンターテイメント）
- イジめられ専用メイド（1月12日、宇宙企画）
- レズテクNO.1決定戦台本なしのイカセ合いバトル! DOCUMENT LESBIAN 2018 ガチレズセックス大乱交（1月25日、ビビアン (アダルトビデオ)ビビアン|）
- 中出し玩具になってしまった下校途中の制服女子（1月26日、REAL）
- おひとり様 肉食女子ナンパ! 肉好き女子はエッチも肉食系なのか!?（2月9日、プレステージ）※「りほ」名義
- 土下座セックス お許しください クレーム処理係 五十嵐星蘭（2月9日、REAL）
- 悶えろ拘束 satisfaction（2月19日、ドグマ）
- 肉食痴女メイドに射精管理されちゃった僕。（2月23日、BAZOOKA）
- 【大家告発】素人男女8名が所構わずヤリまくる! 超生々しい… シェアハウス入居者同士のSEX盗撮。（2月23日、PEEPING）※「加奈」名義
- センズリのお手伝いして下さい! 可愛い女の子に握らせて射精するまでシコらせch 4（3月10日、ブリット）
- 賭けに負けてレズビアンに堕ちるショートカットの敏感女子大生（3月13日、ビビアン）
- ノーモザイク・レズれ! director select ver.（3月19日、レズれ!）
- イマドキ☆ぐうかわギャル女子●生 Vol.002（3月23日、BAZOOKA）※「らんらん」名義
- BWPコンタクト開催記念スペシャルマッチ 五十嵐星蘭vs横山夏希（3月30日、バトル）
- ゆとり世代の女子校生を諭して愛情中出し（4月13日、BAZOOKA）
- 兄とその彼女のSEXを隠れて覗く童貞デカチンの弟は我慢が出来なくなり、SEX中の兄に頼み込み彼女に内緒でマ●コへ挿入!!何も知らない彼女は経験した事のない特大サイズのチ●ポに兄すら見た事がないほど悶えヨガり狂う!!（4月13日、SCOOP）
- スクールカースト School Caste 下層界の女の子/彼女は最上位（5月13日、無垢）
- ヤリ専ワンルーム。 2（5月25日、JPS）※「みさと」名義
- レズビアンBDSM（6月1日、ワンズファクトリー）
- 五●田にある美人揃いで有名なイメクラに盗撮メガネをかけて潜入。手コキだけのお店のはずなのにフェラやパイズリまでしてもらえた理由 6（6月1日、変態紳士倶楽部）
- 完全M男化替え玉生活 私の代わりに受験うけてくれない?（6月7日、アキノリ）
- 絶倫集団連続中出し痴漢 〜満員電車でウブ娘を集団で囲んで連続ぶっかけ!連続中出し!何度も何度も犯しっぱなし!（6月7日、アパッチ）
- ぶっかけ肉便器お嬢様（6月8日、REAL）
- 〜平成のエロ事師〜 縛屋鵺神蓮（6月19日、ドグマ）
- 睡眠 ●女強姦（7月1日、S-CRIME）
- おねだりがエロ過ぎる清楚系スケベ美少女の素直な性欲（7月1日、S-Cute）
- ボクの事を昔イジメていたヤンキー娘が美人妻になって健全なマッサージ店で性的サービスをしている情報を入手、それをネタに復讐ついでに中出しまでした件。 15（7月1日、変態紳士倶楽部）
- これ見て元気だして!と、僕の股間を元気にさせるマジ天使なクラスメイトたち。 スクールカースト上位の女子が先生に怒られている僕を見て不憫に思って、慰めてくれたラッキー。（7月12日、SWITCH）
- 原宿発! 人気読者モデル兼ショップ店員が通う、SNSで話題の加圧式整体院（7月13日、SCOOP）
- お従兄ちゃん、濡れちゃった! 僕の家に遊びに来た従姉妹がお風呂掃除を頼まれて大はしゃぎ! 上着が濡れてカワイイ乳首がスケスケなのに面白がって僕に見せつけてきた。（7月26日、SWITCH）
- えげつない一撃大量顔射 30人8時間 2（7月28日、REAL）
- 撮影でその気にさせてから騙してヤル 騙し 連れ込み 女子○生（8月1日、SCRIME）
- 庭で水遊びをしていた妹と友達がビショ濡れになって下着が丸見え!? 真夏日が続くなか「あつ〜い」と妹はクラスの女友達と一緒に庭で水遊び!?無防備にはしゃいでいるものだからパンツ丸見え!しかも悪ノリしてどんどんエスカレートしブラが透けて丸見えになるほどビショ濡れに!そんな様子につい見とれてしまうボクは気付かないうちに勃起!妹たちは勃起に気付いて気持ち悪がるどころか、面白がってさらに過激に見せつけてくる!もう勃起しまくりで我慢できません!（8月7日、Hunter）
- 酔っ払った親友の彼女が隠れキス魔でビックリ!! 唾液まみれで糸引くほどの濃厚キスをしながらの高速騎乗位で連続爆イキで何度も中出し要求!! 金欠になるとボクの家に来る親友と親友の彼女とボクの部屋で宅飲み!!彼氏に対する不満からなのか、いつも以上に酒が進む親友の彼女!親友も酔っ払ってしまい深い眠りへ…残った親友の彼女と二人で飲んでいると更に酔っ払っていく親友の彼女…徐々に、目がトローンとしてきて甘えた感じでボクに近づいてくる!かなり近い距離で飲んでいると顔も徐々に接近してくる!!ボクに何度もキスしようとしているがなんとか我慢している…。ボクも「この雰囲気はまずいよなー」と思い正直ドキドキしていると我慢できなくなった親友の彼女の唇が突然、ボクの唇に!!「えっ!ダメだよ!!」と驚いていると一度キスした彼女はもう止まりません!!何度も何度もボクにキスして完全発情モード!!キスもどんどん濃厚になりヨダレまみれで濃厚ベロチューキス!!こうなったら最後、彼氏(親友)が横で爆睡しているにも関わらずボクのチ○ポを求めてきた!しかもヨダレまみれで糸を引くほどの濃厚キスしながらの高速騎乗位で何度も何度も中出しを求められてしまい勃起しなくなるまで何度もセックスしちゃいました!!（8月7日、Hunter）
- スカートめくり学園 共学になってもスカートめくりをしてしまう女子○生も、実は好きな男子だけにパンツ見られたい。（8月9日、SWITCH）
- うさぎっ娘女子校生とふわふわ異世界学園生活（8月10日、BAZOOKA）
- おちんちんを前にすると燃えるタイプ。 自分で腰振って、ビクビク感じて、何度もイっちゃう女の子（8月13日、S-Cute）
- 女が女を襲う! 女監督ハルナのレズ痴漢バス case.04（8月19日、ナチュラルハイ）
- 通学路女子●生 拘束固定ピストンバイブ痴漢 2（8月19日、アパッチ）
- 人生オワタ! 人気シロウトLIVER6人の裏の顔。 プライベートオナ配信映像、初流出!! 19×2(イクイク)Live（8月25日、JPS）
- 完全女体観察・オマ●コぬぷぬぷオナニー5時間スペシャル（9月14日、S級素人）
- 姉と彼氏が2段ベッドでSEXしている姿を見てしまい、心に眠っていた性欲が開花。 興奮が収まらず発情の末妹がとった行動が…。（9月14日、SCOOP）
- これぞ資本主義の象徴なのか!?都内某所に存在しているというVIPで特別なピンサロがあるという噂が! 大金を支払ってSCOOP班が大潜入!!これはいつものピンサロじゃない!?本物の超高級ピンサロなのか徹底検証SP!（9月14日、SCOOP）
- 揉んで!吸って!ハメまくり! 女子○生 イタズラ身体測定10人!（9月19日、お夜食カンパニー）
- てめえ焼き豚にしてやるよ! メンチ切ってくる不良女子○生と僕。 だけどメッチャ可愛くて、しかも1人になるとしおらしくなって、まるで狼の皮を被った羊ちゃんだったうえに気持ちいいことを拒否できない女の子でしたとさ。（10月11日、SWITCH）
- 女子●生 寝イラマチオ ハードピストン痴漢（10月19日、アパッチ）
- 「お兄ちゃん私の子供みたいな胸触ってどうするの??」 超可愛くて最近、胸がふくらみ始めた女子○生の妹はボクの超どストライク!! 2 性格もいいし優しいしとにかく可愛い!!周りの友達からも｢お前の妹可愛いな｣と言われるくらいの自慢の妹です!!年を重ねるたびにどんどんボクのタイプになり最近では胸もふくらみ始めてもう我慢の限界!!しかも家では常に無防備だからパンチラどころか胸チラも!更には乳首チラまで!!そんなの見た日にはもう無理です!!我慢できなくなったボクはせめてバレないように胸＆乳首を触りたいと思い寝てる妹の乳首を触っていたら本当に寝ているのか乳首が弱いのか妹は過敏に反応!!その反応に我慢できなくなり徐々に激しく触っていたら「お兄ちゃん私の子供みたいな胸触ってどうするの?」と言ってきた!!ドキッ!ヤバイ!!と思ったけどよく見たら妹の目はトローンとしていて実は感じまくっていた!!妹もかなり発情していて勃起チ○ポに貪りついてきてボクが勃起しなくなるまで何度も求めてきました!!（11月7日、Hunter）
- ミニスカTバック女子校生（11月9日、BAZOOKA）
- 万引き女子○生バックヤード拘束輪姦 3 万引きをした女子○生を捕まえ、バックヤードに拘束して従業員全員で入れ替わり立ち替わり性的制裁を加えて犯しまくる（12月7日、アパッチ）

- 私の足のニオイを嗅ぎなさい!!（1月5日、フリーダム）
- 完全主観 ペニバンシコリ罵倒（1月5日、フリーダム）
- 「私こう見えてもすごくエッチなんだよ!」 清楚美人でまじめな幼馴染がヨダレ垂らしまくりのアヘ顔連続爆イキで何度も要求!! 小、中、高校になった今でもとても仲が良いボクの幼馴染は超美人で清楚かつまじめを絵に描いたような学級委員長タイプでいつもクラスのマドンナ的存在!暇なときはよくボクの部屋に遊びに来ます!!ボクに対しては無防備無警戒だからパンチラ&胸チラしまくりで目のやり場に困ります!!いくら幼馴染といえども思春期真っ盛りのボクには目の毒!当然、勃起しまくり!勃起しまくっていたらバレてしまいヤバイと思ったけど軽蔑する様子もなく何も言わずただモジモジするだけ…。更にボクのバイブルであるエロ本も見つかってしまい「お前には無縁のモノだよ」と言って取りあげたら「私のことどう思ってるか知らないけどこう見えて私すごくエッチなんだよ…」と言ってイキリ勃ったボクの勃起チ◯ポに貪りついてきた!!その容姿、言動、生活態度からはエッチ好きなんて全く想像できないが…事実なんです!ヨダレを垂らしながらアヘ顔で痙攣しながら連続爆イキ!ボクが勃起しなくなるまで何度も何度も求めてきました!!顔、胸、お尻、中出し…いっぱい出しちゃいました!（1月7日、Hunter）
- ヤリチンくんには騙されない♥ スケベ女子3名が本物童貞を当てる筆下ろしリアリティーショウ! 童貞のフリをした素人男性を見抜けなかったらデカチン男に即ハメ追撃ピストン!（1月10日、SODクリエイト）
- 断末魔の女体は奈落に沈む 轟沈鉄枷地獄 EPISODE-05:拷虐の秘肉炎上に慄く若き知性の惨いこと（1月13日、Baby Entertainment）
- 彼女が制服に着替えたら 3（1月18日、プレステージ）
- 毎晩エスカレートする兄の夜這いぶっかけ行為に義妹も本気発情! 新しく出来た義妹がかわいい…。無意識に誘っているのかのような格好でいる義妹を毎日見ているともう我慢できない…。ふと寝ている義妹を見つけエッチな格好をついつい写メ。いけないと思いつつもその行為はエスカレート。ツンツンお触り、チ◯ポをこすり付け、ついには自分の手でシゴキぶっかけ!それからというものクセになってしまい連日寝ている義妹にぶっかけ!その度にバレないように拭き取るのだがバレた!兄の行為を信じられず思わず気づかないふりをする義妹、しかしその精子の匂いに我慢できずムラムラする義妹。その夜、義兄の布団に潜り込んでそしてフェラをしながら「もっとかけて、お義兄ちゃん」逆夜這いする義妹…。（1月19日、Hunter）
- 「おちん○ん、喉の奥まで挿れたら気持ちいいのかな…?」 幼馴染は喉奥が超性感帯!? 今ボクは女の子にフェラチオをされています…。 でもこの子は幼馴染!最近できた彼氏とラブラブらしいのですが、チ◯ポを喉の奥まで挿れる勇気がなくてフェラの練習を頼んできたんです!!どうも喉奥まで挿れようとすると頭がぼーっとしてくるとか?実際、喉奥までチ◯ポをくわえた幼馴染は…目に涙を浮かべて「気持ちイイ…!」と豹変!これって、喉奥が超性感帯!?止めても幼馴染はアソコにチ◯ポ!口には指を挿れたがるほど淫乱化!何度発射しても喉奥フェラでまた勃たされてヤラれてしまいました!!（1月19日、Hunter）
- 向かいの部屋の美少女コスプレイヤーをこっそり覗いていると視線に気づかずSNS映えするエロ撮影をし始め!?（1月25日、DOC）
- 女子に囲まれて男はボクひとり!?の王様ゲーム!! 文化祭準備居残りver 文化祭の準備で残った放課後の教室で、ボクは拒否権無しの王様ゲームに強制参加!普段からクラスの女子にはひどい扱いを受けているので、ビビリながらもメンバーに加わったら文化祭の準備でテンションの上がった女子と予想外のオイシイ展開に…。 ［王様の命令は絶対!］ このルールのおかげでボクは放課後のエロ大王になれた!（2月1日、Hunter）　※AV OPEN 2018 企画部門3位
- ボクの家がパーティ会場と化し、めちゃ可愛い女子たちとヤリまくり!! 「パーッと盛り上がろうか!!」 同級生が突然言い放ったこの一言でボクんちは大変な事に!?（2月1日、お夜食カンパニー）※AV OPEN 2018 素人部門エントリー作品
- (裏)手コキクリニック 〜完全版〜 初めての性交治療看護学生 性交クリニック 看護学生 平花(20)（2月7日、SODクリエイト）
- 分譲マンションの内見中に媚薬リモコンバイブを仕込まれたセレブ若妻は夫の横で堪え切れず膝から崩れ落ちるほどの食いしばりイキ!一度帰るも犯されたくて再び戻ってきてしまう。（2月19日、アパッチ）
- 入社したての右も左も分からない女子社員を残業中に社内で酒を飲ませて酔わせてヤリマン化させた一部始終（2月19日、お夜食カンパニー）
- ウルトラM性感研究所クラブ・ザ・サッキュバス とろける肉棒と強制的に蠢くアナル 残酷なミニマム・キュート快楽殺し（2月25日、AVS Collector's）
- 都内某所に男の反応を見ながら、自らの身体にオイルをしみこませ激しく腰を振る巨乳淫乱痴女エステティシャンがいるとの情報を仕入れ潜入調査開始!!（3月8日、SCOOP）
- 街角シロウトナンパ! vol.43 女子大生をガチ口説き。 3（3月8日、プレステージ）※「らん」名義
- 初めて同士の真面目な兄妹がエッチの予行練習でまさかの童貞&処女喪失!!（3月19日、Hunter）
- ファミレスで長時間勉強しているメガネ女子をテーブル下の電気アンマ痴漢でイカセつづけろ!!（3月19日、アパッチ）
- 街角シロウトナンパ! vol.45 お悩み解決らぶワゴン 3（3月22日、プレステージ）※「せいら」名義
- ボクをいつもイジメてくるクラスの女子がついに家までやってきた! なので隠しカメラでその一部始終を撮影。ボクへのイジメの証拠をおさめたと言うと、態度が急変した女子は…逆らえなくなりエッチな要望を受け入れ始めた!だけど撮られることが快感なのか女子はカメラの前で言いなりになってイキまくる超ド変態淫乱女に豹変!（4月7日、お夜食カンパニー）
- センズリのお手伝いして下さい! 可愛い女の子に握らせて射精するまでシコらせch 6（4月10日、ブリット）
- 華の女子寮生活崩壊レイプ 締めの中出しで未来ある人生を台無しにしてやろうとすると、さっきよりも暴れだし必死に抵抗してくる。そんな姿が堪らなく愛おしい…。（4月12日、宇宙企画）
- 「お兄ちゃん!今日だけエッチな事教えてあげる!」 ヤリマンの妹がボク専属のエッチ専門家庭教師に!?（4月19日、Hunter）
- 新入生歓迎!宅飲み泥酔連続中出し輪姦  6人SP!（4月19日、アパッチ）
- 悪質シロウトナンパ 8 お願い!素股してくれませんか? カチカチ生チ●ポが直接アソコに擦れて思わず濡れちゃう女の子 ぬるぬるワレメにツルっと生挿入!（5月10日、ブリット）
- 可愛い顔して性に貪欲で好奇心旺盛な小娘達の性春グラフティ（5月17日、BAZOOKA）
- オナホフェラ（6月1日、OFFICE K'S）
- キスで感ずる女たち（6月1日、OFFICE K'S）
- 舐め痴女ハーレム 下半身トリプル3点責め（6月7日、犬）
- 結婚直前の蜜月、毎晩旦那さんに愛されて最高感度になっている新妻 ブライダルエステで油断したところに媚薬チ○ポを即ハメ! すぐに抵抗が弱まり、感じ始めたところでマシンバイブ挿入、潮を吹きまくって、中出しをすんなり受け入れる! 5（7月11日、サディスティックヴィレッジ）
- 絶対領域 挑発美少女ハーレム学園 2 すべすべな太ももに挟まれ身動きできず何度も射精させられる!（8月1日、ムーディーズ）
- 角で感ずる女たち（8月2日、OFFICE K'S）
- M男だ〜い好きな小便姉妹の大量小便M男調教（8月7日、犬）
- ラッキーパンチラ学園 挑発チラリズムハーレム（9月13日、ムーディーズ）
- これってブルマ?どうする?ちょっと穿いてみようよ! 体育の授業の前に、ハーフパンツをブルマと交換してみた。ブルマを穿いたことがない女子たちは興味津々!クラスメイトのパツンパツンのブルマ尻に勃起。女子たちもエッチな気分になっちゃったみたいです!（10月10日、SWITCH）
- 星蘭女王様の調教部屋（10月11日、サロメ）
- マジックミラー号ハードボイルド 街で働く女性に“濡れると光るストッキング”を履いてもらって美脚を堪能! 興奮してきたらお金で口説いてデカチン激ピストン!（10月24日、サディスティックヴィレッジ）
- 大久保で予約の取れない人気店! ナマ本番が絶対ヤレる最高級コリアン中出しエステ店（11月25日、本中）
- ギガ25周年シリーズ 01 チャージマーメイド（12月13日、GIGA）
- 生徒会長の座を狙うヤリマン女子校生の中出し肉弾選挙戦!!（12月27日、Million）

- 淫奥が暴れ回る絶体絶命の恐慌!! 凄まじきマルチプル・オーガズム 〜完全撮り下ろし9名の無限地獄〜（1月13日、Baby Entertainment）
- うぶな女子●生の皆さん! モテない童貞君の筆おろししてください! 若い体に興奮が止まらなくなった絶倫童貞がイってもイってもやめない激ピストン! ピンクのワレメにドクドク生中出し!（3月27日、赤面女子）※「らん」名義

- 【ギャル化アプリで催眠洗脳卍】カバン持ちのオレを見下すお嬢様育ちの娘たちをチ〇ポ中毒化!淫らなビッチギャルに成り果てたこの家の女たちは、俺のち〇ぽでちゃーんと再教育してやるよ…（4月20日、SODクリエイト）

- 大好きな女の子とレズセックスするためにファンや新人AV女優を堕として手なずける! レズの匠、さつき芽衣のやりたい放題・数珠繋ぎレズビアン さつき芽衣 蘭々 東雲あずさ（2月13日、ビビアン）

### アダルトVR
2017年
- 美少女放課後中出しSEX（7月14日、KMPVR）
- 超絶W美少女 ブルマで中出しSEX特訓（8月2日、KMPVR）
- 超絶W美少女 チ●ポ奪い合い生ハメ女子校生（8月2日、KMPVR）
- ヤンデレ妹と甘い?生中出し性活 独占依存型属性（11月11日、ブイワンVR）
- 肉便器女 調教済 恥辱こそ喜び（12月9日、ブイワンVR）

2018年
- 積極的なラブイチャVR彼女 ちゅきちゅきが止まらない!（1月20日、ブイワンVR）
- 夢のモテモテ体験! 日替わり彼女に4マタ中だしSEX!!（2月13日、宇宙企画VR）
- 噂の花魁パブで生中出しご奉仕W接待（9月19日、KMPVR-bibi-）
- S級素人×VR DX 過激すぎる女子校生 S級素人10周年記念VR作品（9月19日、S級素人VR）
- パパフェチVR 父親の精子を欲しがる究極のファザコン!「パパ大好き…」娘の告白を断り切れず、腰使いで理性を失い一つになる近親相姦中出しセックス!!（11月30日、SODクリエイト）
- 目の前で見せつけられるお姉さん達のレズ乱交。 レズビアンシェアハウスに連れてこられた僕。（12月7日、ビビアン レズVR）
- 上はおっパブ!下はピンサロ! おっぱいを楽しんでギンギンになったチ○ポを同時にフェラでヌイてくれる最高すぎるお店があった!?（12月14日、SODクリエイト）
- 超・長尺VR 学園で可愛い女子とイチャラブ中出しハーレムSEX（12月20日、宇宙企画）共演:神谷充希、跡美しゅり、桃尻かのん　※VR-1グランプリ (2018) エントリー作品
- レズ風俗 VR【視点移動×固定視点】で女の子になって、レズ風俗で責められまくって女子のイクを体感できたり制服プレイを楽しめる超高画質VR（12月20日、胸糞タロウVR）※VR-1グランプリ (2018) エントリー作品
- プリケツVR Tバック中出し女子校生 〜キレイなお尻に魅了されたい〜（12月21日、KMPVR-bibi-）

2019年
- 長尺VR! リアル悪徳エステ体験! 女子●生に媚薬を飲ませ高級オイルマッサージで感度覚醒!コリをほぐすだけとグチョグチョに興奮したマ●コを刺激して痙攣するまで生中出し! 女子●生特別編!（1月25日、SCOOP VR）
- S級素人×VR 過激すぎる女子校生（2月15日、S級素人VR）
- 触手VR 第二章 囚われの美女（4月17日、バミューダVR）
- 脳みそに充満する淫語痴女ハーレムVR（7月24日、ワンズファクトリー）
- ヤンデレ妹! 続編 学園版 兄の彼女に超嫉妬!弁当箱を投げ捨てるほどの闇よう…（9月21日、ブイワンVR）
- トイレがない世界で、女子校のトイレになれるVR 〜部活編〜（9月26日、SODクリエイト）
- 星蘭女王様の調教部屋（10月21日、サロメ）

2020年
- 高級お尻CLUB 尻フェチが満足する会員制優良店（2月20日、SODクリエイト）

## 出演

### テレビ
- ダラケ! シーズン13 #6「アダルト大賞投票〆切ド直前!セクシー女優エロ攻撃で駆け込みSP!」（2018年1月25日、BSスカパー!）
- WILD ONE + VIBE BAR presents デンマは恥丘を救う2018〜淫乱美女軍団が生でイキまくり!（2018年9月13日、パラダイスTV）[10]

### ウェブテレビ
- 桃色♡ゲームチャンネル（2018年2月8日 - 、AbemaTVウルトラゲームス）
- 矢口真里の火曜The NIGHT（2019年7月3日、AbemaTV）